# Respiração de Kussmaul
Respiração de Kussmaul é um padrão respiratório profundo e trabalhoso associado com acidose metabólica grave, particularmente com a cetoacidose diabética, mas também com a insuficiência renal. É uma forma de hiperventilação, que é qualquer padrão respiratório que reduz o dióxido de carbono no sangue devido a uma frequência ou profundidade maior de respiração e divide-se em 4 fases.